# Alonso Granero de Avalos
Alonso Granero de Ávalos ( ¿? Villaescusa de Haro—fallecido en 19 de noviembre de 1585), hijo de Alonso Granero «el viejo» e Isabel de Ávalos, por parte de padre de la familia de los Granero, uno de los apellidos más antiguos de Alarcón. 

## Vida

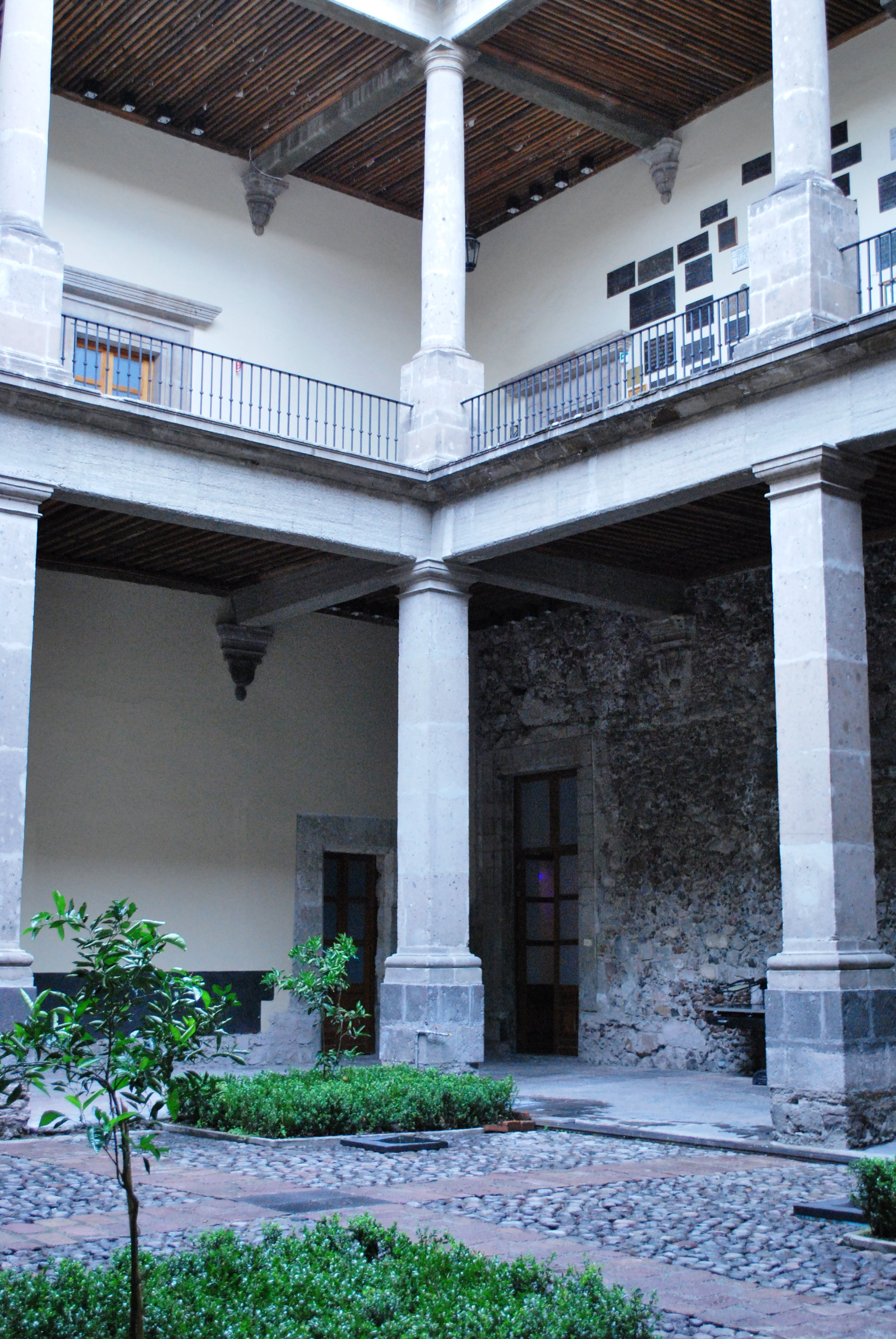
Patio en el Palacio de la Inquisición en México

Cursó sus estudios en el colegio mayor de Cuenca de la Universidad de Salamanca donde obtuvo el doctorado en teología y cánones. Fue canónigo de Moya (Cuenca), y después fiscal de la inquisición en Llerena hasta que fue nombrado fiscal de la inquisición en México el 11 de abril de 1573. El 17 de agosto de 1578 fue ascendido a obispo de Charcas por Felipe II y confirmado y preconizado por el Papa Gregorio XIII el 9 de enero de 1579. Llegó a La Plata (Bolivia) en 1582 y en 1583 asistió al concilio que se celebró en a ciudad de Lima. Falleció el 19 de noviembre de 1585 en La Paz (Bolivia).
En su testamento mandó comprar una capilla en el convento de los dominicos de Villaescusa de Haro, fundado por el obispo de Cuenca Sebastián Ramírez de Fuenleal en 1542, hoy en ruinas, bajo el patronazgo de sus familiares y con la condición de que si un patrón se llamase Granero de Alarcón, el siguiente se llamase Ávalos de Toledo.